# Open 13 Provence 2025
Open 13 Provence 2025 — тенісний турнір, що проходив на кортах з твердим покриттям у місті Марсель, Франція з 10 до 16 лютого. Належав до категорії ATP 250.

## Фінальна частина

### Одиночний розряд
Юго Енбер —  Хамад Меджедович 7–6(7–4), 6–4

### Парний розряд
Бенжамен Бонзі /  П'єр-Юг Ербер —  Сандер Жіє /  Ян Зелінський 6–3, 6–4